# Jochen Schweizer (Unternehmer)

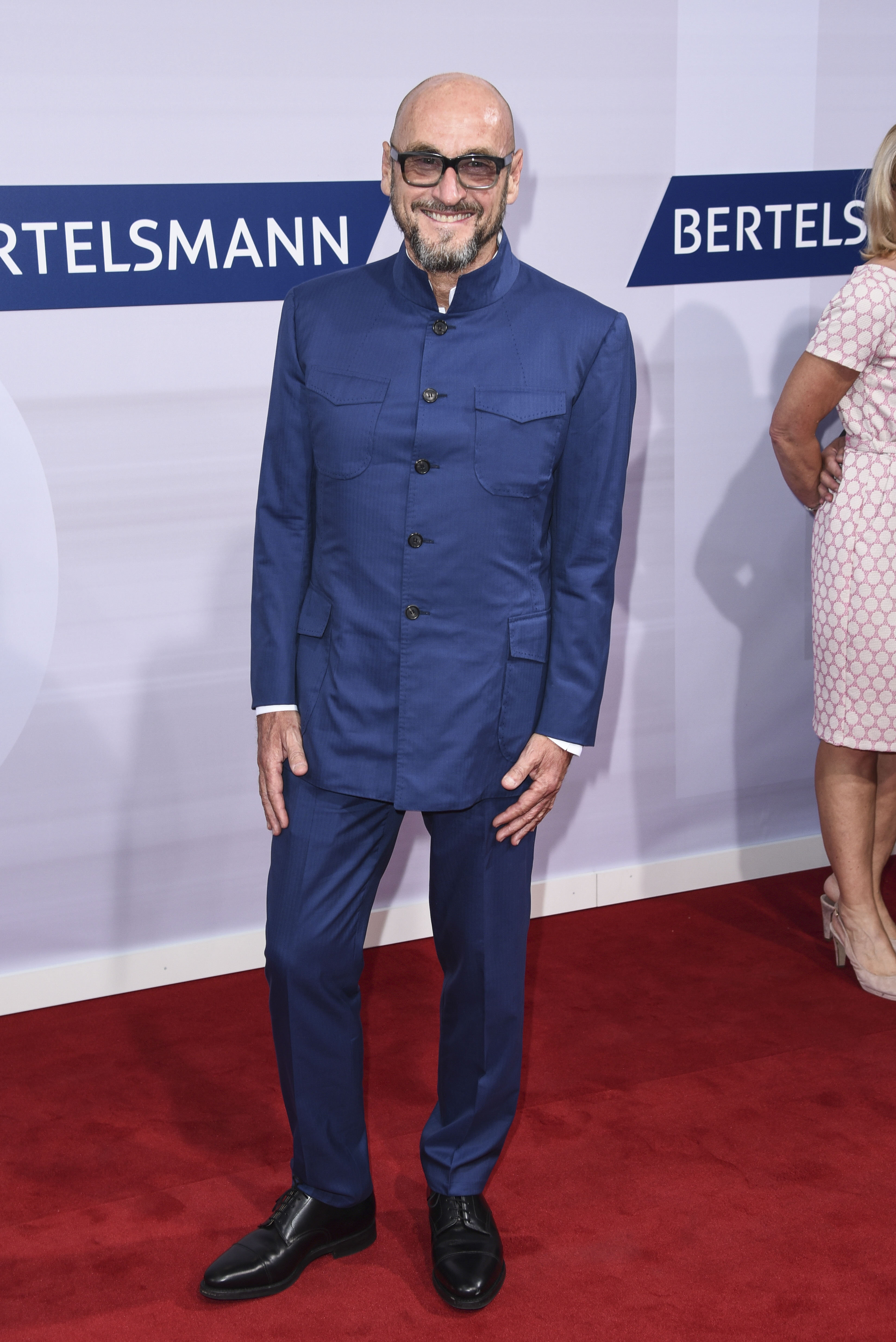
Jochen Schweizer auf der Bertelsmann Party (2016)

Jochen Schweizer (* 23. Juni 1957 in Ettlingen) ist ein deutscher Unternehmer. Er gründete die nach ihm benannte Unternehmensgruppe im individuellen Eventbereich. Schweizer war Extremsportler und gilt als Wegbereiter des Bungeespringens in Deutschland. Er wirkte als Stuntman an Kino- und Werbefilmen mit und erhielt einen Eintrag ins Guinness-Buch der Rekorde. Schweizer ist auch als Motivationsredner tätig.

## Leben

### Ausbildung und frühe Berufstätigkeit
Schweizer wuchs mit seiner alleinerziehenden Mutter in Heidelberg auf. Seine Schulzeit beendete er mit der allgemeinen Hochschulreife am Willy-Hellpach-Wirtschaftsgymnasium Heidelberg.
Schweizer absolvierte eine Ausbildung als Logistiker und war an der Albert-Ludwigs-Universität Freiburg eingeschrieben. Im Auftrag einer internationalen Spedition führte er zunächst Transporte für die GTZ in Westafrika durch und wurde anschließend Geschäftsführer der Niederlassung in München. In den 1980er Jahren hatte Schweizer diverse Engagements als Stuntman. Nach seinen eigenen Angaben baute er sich während der Dreharbeiten zu Feuer, Eis & Dynamit sein erstes Bungee-Seil und sprang als erster Mensch von einer Staumauer 220 Meter in die Tiefe. In den folgenden Jahren stellte Schweizer mehrere Weltrekorde auf. Er erhielt einen Eintrag ins Guinness-Buch der Rekorde, weil er am 19. September 1997 bei einem Sprung aus einem Hubschrauber aus einer Höhe von 2500 Metern ein Bungee-Seil von 284 Metern verwendet hatte. Der Rekord bezog sich auf die Länge des Bungee-Seils, wenn es flach auf dem Boden liegt, da zuvor noch nie ein längeres Bungee-Seil verwendet wurde. Nach anderen Angaben betrug die Länge des Seils 380 Meter. Dabei handelte es sich um einen Stunt mit 150.000 DM Produktionsbudget.

### Unternehmerische Tätigkeit
1985 gründete Schweizer die Event- und Werbeagentur Kajak Sports Productions mit Sitz in München, aus der später die Jochen Schweizer Unternehmensgruppe entstand. Das Unternehmen produzierte mehrere Funsport- und Actionsportfilme, etwa Family Mad, Over the Edge, Topolinaden und Verdon – Die Schlucht gestern und heute. Aufgrund des öffentlichen Interesses am Bungeespringen eröffnete das Unternehmen 1989 in Oberschleißheim die erste stationäre Anlage in Deutschland. Sie ist die älteste noch aktive Sprunganlage Europas. Es folgten weitere Anlagen in Deutschland und Österreich, zum Beispiel auch am Wiener Donauturm. In den folgenden Jahren dehnte das Unternehmen seine Tätigkeit auf weitere Geschäftsfelder aus: So nahm man beispielsweise das House-Running, Flying Fox XXL und den Base-Flyer ins Angebot auf. Mit der Show Vertical Catwalk war Schweizers Unternehmen international präsent. Zum Beispiel wurde eine Modenschau am Rockefeller Center in New York City durchgeführt.
2002, 2003 und 2009 ereigneten sich drei schwere Unfälle an den Bungeestationen des Unternehmens, bei denen ein Mensch starb und drei Menschen schwer verletzt wurden.
Schweizers Unternehmen geriet 2003 in eine schwere Krise. Grund dafür war der tödliche Unfall am Florianturm in Dortmund. Das Seil eines Bungeespringers war gerissen. Schweizer äußerte sich bestürzt und ließ vorübergehend alle Anlagen des Unternehmens schließen. Ein strafrechtlich relevantes Fehlverhalten konnte nicht festgestellt werden.
Außerdem erweiterte man aufgrund der Krise das Geschäftsmodell des Unternehmens und konzentrierte sich darauf, fortan mit „Erlebnissen“ zu handeln.  Jochen Schweizer bot nach eigenen Angaben 2015 insgesamt 1.900 verschiedene „Erlebnisse“ an, beschäftigte in der Unternehmensgruppe 550 Mitarbeiter und erzielte einen Umsatz von 70 Millionen Euro jährlich. Das Unternehmen galt 2015 als Marktführer für Erlebnisgeschenke in Deutschland.
Neben der Tätigkeit als Geschäftsführer seiner Unternehmensgruppe ist Schweizer als Investor aktiv. In dieser Funktion war er von 2014 bis 2016 in der Sendung Die Höhle der Löwen auf VOX zu sehen, in der sich Jungunternehmer um Kapital bewerben. Jochen Schweizer Ventures ist an einigen Startups beteiligt. Im August 2024 kündigte VOX an, dass Schweizer anlässlich des 10-jährigen Bestehens der Show einmalig an einer Jubiläumssendung am 23. September 2024 teilnehmen werde.
Im Juni 2017 erwarb die ProSiebenSat.1 Media für 108 Mill. Euro eine Mehrheitsbeteiligung an der Jochen Schweizer GmbH, um diese mit Mydays unter dem Dach einer gemeinsamen Holding zusammenzuführen, an der Schweizer weiterhin mit 17 Millionen Euro beteiligt war. Andere Unternehmen der Gruppe hat Schweizer behalten. Im September 2017 zitierte das Manager Magazin aus einem kurz vor dem Verkauf erhaltenen anonymen Brief eines mutmaßlichen Mitbieters, dem zufolge die Kerngesellschaft Jochen Schweizer GmbH 2015 einen nicht durch Eigenkapital gedeckten Fehlbetrag von 69 Millionen Euro ausgewiesen haben solle (was 60 % der Bilanzsumme entsprochen hätte). Jochen Schweizer erklärte dazu im Jahresabschluss 2015, „dass keine Überschuldung im insolvenzrechtlichen Sinne vorliegt, da enorme stille Reserven aus voraussichtlich nie zur Einlösung kommenden Gutscheinen und noch nicht realisierten Vermittlungsprovisionen aus künftigen Einlösungen in den erhaltenen Anzahlungen enthalten sind“.
Das Unternehmen Jochen Schweizer steht in der Kritik, weil seine Gutscheine bei Anbietern oft nicht eingelöst werden oder hohe Zusatzkosten anfallen, falls sie doch eingelöst werden können.

### Sonstiges
2010 veröffentlichte Schweizer unter dem Titel Warum Menschen fliegen können müssen eine Autobiografie.
2015 erschien mit Der perfekte Augenblick das zweite Buch des Autors.
Schweizer ist verheiratet und hat zwei Söhne.

## Filmografie

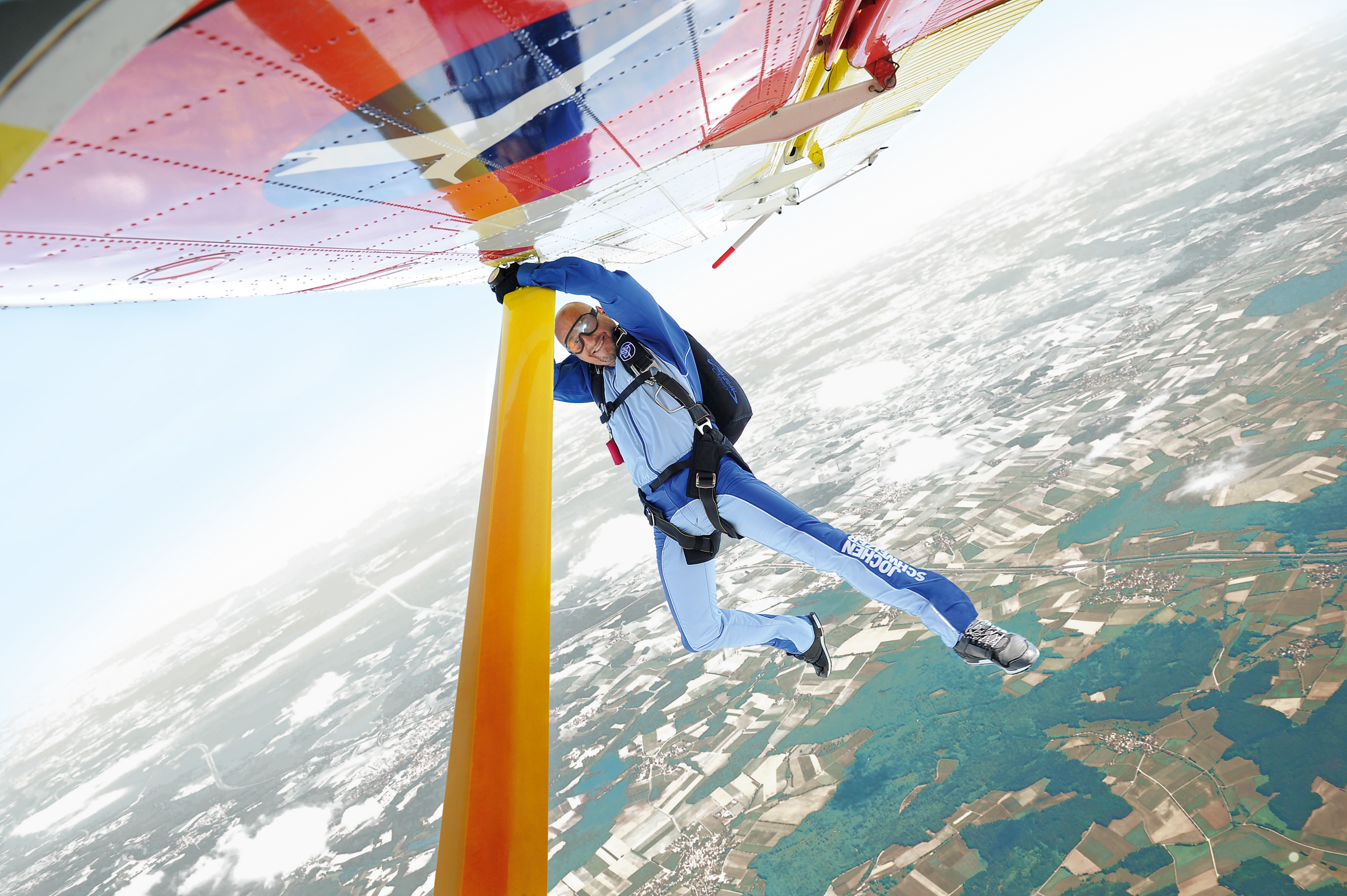
Stunt von Jochen Schweizer (2014)

### Darsteller
- 1987: Family Mad (auch Produzent)
- 1988: Verdon – Die Schlucht gestern und heute (auch Produzent)
- 1989: Topolinaden (Dokumentation)
- 1990: Over the Edge
- 2012: Höher – schneller – Leben: Jochen Schweizer & Sohn
- 2014–2016: Die Höhle der Löwen
- 2019: Der Traumjob – bei Jochen Schweizer
- 2021: Germany’s Next Topmodel

### Stuntman
- 1990: Feuer, Eis & Dynamit (Fire, Ice & Dynamite)
- 1994: White Magic
- 1997: Bandits
- 2001: The Amazing Race

## Buchveröffentlichungen
- Warum Menschen fliegen können müssen. Riva, München 2010, ISBN 978-3-86883-082-8 (2014 als Hörbuch).
- Der perfekte Augenblick. Gräfe und Unzer, München 2014, ISBN 978-3-8338-4539-0.
- Die Begegnung. Eine Geschichte über den Weg zum selbstbestimmten Leben. Knaur Balance Verlag, München 2021, ISBN 978-3-426-67606-6.
- Das Jochen-Schweizer-Prinzip. Wie Du der Mensch wirst, der alle Deine Probleme löst. Next Level Verlag, München 2024, ISBN 978-3-6893-6022-1.

## Auszeichnungen
- 2017: SignsAward, Kategorie: Ehrlichkeit in der Kommunikation[58]